# Unknown Pleasures
《Unknown Pleasures》是英國搖滾樂隊歡樂分隊的首張錄音室專輯，於1979年6月15日由工廠唱片發行。該專輯於1979年4 月在斯托克波特的草莓工作室 連續三週錄製並混音，製作人馬丁·漢尼特在製作過程中運用了許多非傳統的錄音技術，使樂隊的聲音更具獨特性。專輯封面由藝術家彼得·薩維爾設計，採用了來自無線電脉冲星的數據圖。這也是樂團主唱伊恩·柯蒂斯生前發行的唯一一張專輯。
工廠唱片並未為《Unknown Pleasures》發行單曲。1980年1月，該專輯在首份英國獨立單曲和專輯榜上名列第二。隨後在1980年7月，即樂隊下一張專輯《Closer》發行後不久，重新發行的《Unknown Pleasures》進入了英國專輯排行榜第71名。此後，該專輯廣受好評，被視為極具影響力的後龐克作品，並獲得NME、AllMusic、Select、滾石和Spin等媒體評選為史上最佳專輯之一。

## 背景
歡樂分隊於1976年在索爾福德城成立，當時正值龐克搖滾的第一波浪潮。當年6月4日，伯納德·薩姆納和彼得·胡克 觀看了性手枪在曼徹斯特自由贸易厅的演出，深受該樂隊簡單、快速且富有攻擊性的音樂風格影響。 隨後，他們與好友特里·梅森（Terry Mason、鼓手）組建樂隊，薩姆納擔任吉他手，胡克負責貝斯，並刊登廣告尋找主唱。當時已與他們相識的伊恩·柯蒂斯主動應徵，並在未經試唱的情況下直接加入。
歷經數次鼓手更換後，史蒂芬·莫里斯於1977年8月正式加入，此時樂隊仍以"Warsaw"為名。然而，為了避免與倫敦龐克樂隊 Warsaw Pakt 混淆，他們於1977年底更名為「歡樂分隊」。
1978年初，歡樂分隊與RCA唱片簽約並錄製了一些試聽帶，但對於混音效果感到不滿，最終要求解約。同年6月，樂隊自製並發行了首張EP《An Ideal for Living》，這也是他們的首張正式作品。9月，歡樂分隊在東尼·威爾遜主持的地方新聞節目《格拉納達報道》中首次亮相電視螢幕。
據胡克透露，倫敦的Genetic Records曾向樂隊提出70,000英鎊的簽約邀約。然而，樂隊經理人羅布·格雷頓選擇與威爾遜接洽，希望透過他的獨立廠牌工廠唱片發行專輯。威爾遜回憶道，格雷頓曾計算過工廠唱片採取的 50/50 利潤分成模式，使樂隊在獨立廠牌獲得的收益與主流唱片公司相當。此外，格雷頓另一個重要考量是避免頻繁前往倫敦與業界人士會談，他甚至戲稱：「他不想每週都去倫敦和一群傻瓜談生意。」
格雷頓預估專輯製作費約為8,000英鎊，但 威爾遜於2006年表示，最終成本上升至18,000英鎊。

## 錄音

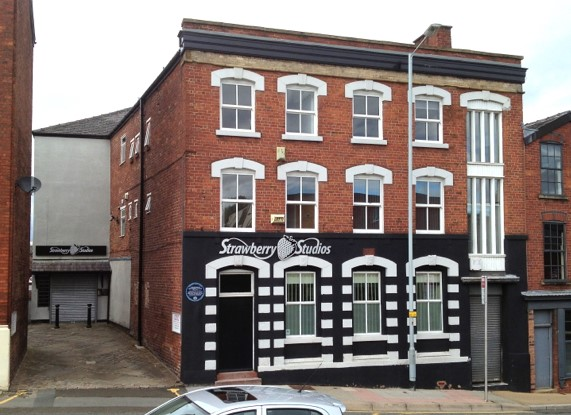
《Unknown Pleasures》的錄音室草莓工作室。

《Unknown Pleasures》於1979年4月1日至17日間，在斯托克波特的草莓工作室連續三個週末錄製，由馬丁·漢尼特擔任製作人。漢尼特認為龐克搖滾在聲音表現上過於保守，未能充分利用錄音技術來營造音場，因此在專輯製作中採用了多種非傳統手法與音效。他運用了AMS15-80s數字延遲、馬歇爾時間調變器、磁帶回聲與層疊錄音技術，甚至將打碎的瓶子聲、咀嚼薯片聲、倒轉的吉他聲，以及草莓工作室錄音室電梯內放置萊斯利揚聲器的嗡鳴聲都融入專輯。他還錄製了地下室廁所的聲音。在〈Insight〉一曲中，漢尼特透過電話線錄製柯提斯的人聲，以獲得理想的音場距離感。他後來回憶道：「歡樂分隊對製作人而言簡直是天賜良機，因為他們對錄音沒概念，也不會爭辯。」.
回顧錄音過程，胡克提到薩姆納開始使用「Powertran Transcendent 2000」合成器，最明顯的例子是〈I Remember Nothing〉，這款合成器的聲音與經理人羅伯·格雷頓用 卡尔·瓦尔特运动枪的仿製手槍敲碎玻璃瓶的聲音交織在一起。莫里斯也購置了一台波拉德電子鼓，因為他誤以為罐头乐队1971年專輯《Tago Mago》的封面上出現過這款樂器。
AllMusic認為漢尼特在專輯中的製作手法與音樂本身一樣具有標誌性，並形容他的製作方式是「自回响音乐誕生以來最具顛覆性的空間運用」。 胡克描述漢尼特的風格：「他不是直線思考，而是橫向思考。他會讓你困惑，然後做出意想不到的事情。」他還轉述草莓工作室的德雷克·布蘭伍德的評價：「把一支合作了20年的樂隊帶進錄音室，如果是馬丁負責製作，不出五分鐘，他們就會開始互相砍殺。」不過胡克也承認漢尼特的成果取決於樂隊提供的素材：「我們交出了優秀的歌曲，而他就像頂級主廚，撒上一點鹽和香料，完成這道料理。但這些原料是我們提供的。」
樂隊成員對專輯「寬廣而富有氛圍感的聲音」意見不一，因為這與他們現場演出的激烈風格有所出入。薩姆納認為：「我們的音樂應該是響亮且強烈的，但馬丁把它壓低了，特別是吉他。他的製作讓專輯帶上了一種陰鬱、末世般的氛圍。我們原本畫了一幅黑白畫，而馬丁替我們上了顏色。我們當時其實很不滿……」 胡克也坦言：「我當時無法掩飾自己的失望，這張專輯聽起來就像平克·弗洛伊德。」
然而，莫里斯並不認同：「我對《Unknown Pleasures》很滿意。我當時的觀點是，聽唱片和去現場演出是完全不同的體驗。你去現場不是為了聽一張唱片，而是要感受能量。」柯提斯也對專輯的製作相當滿意，並對漢尼特的工作印象深刻。2006年，胡克承認：「這張專輯最終的聲音確實和我想像的不一樣……但現在我能理解馬丁做得很好，這是無庸置疑的。他創造了歡樂分隊的聲音。」他還補充，這張專輯讓他首次清楚聽到柯提斯的歌詞和薩姆納的吉他，因為樂隊在現場演出時總是音量過大，掩蓋了許多細節。

## 封面
這張專輯的封面由曾在1978年為曼徹斯特Factory俱樂部設計海報的彼得·薩維爾設計。根據不同說法，這張封面圖像是由薩姆納或莫里斯從《劍橋天文百科全書》中選出的，圖案來源是脈衝星PSR B1919+21的無線電波形圖。薩維爾將原本黑底白線的圖像反轉為白底黑線，儘管樂隊更偏好原始版本，他仍堅持自己的設計：「我擔心原版看起來會顯得廉價，而黑色背景更具吸引力，因為這是一個來自宇宙的信號。」 最初的專輯封面印刷在帶有紋理的卡紙上，以增強視覺效果。
這幅圖像並非某些說法中的傅里叶分析，而是來自《劍橋天文百科全書》的說明：它顯示的是脈衝星連續無線電脈衝的強度分布。簡單來說，這是顯示脈衝星（即「旋轉中子星」）無線電發射的波形圖。CP 1919這顆脈衝星於1967年11月由劍橋大學的學生约瑟琳·贝尔·伯奈尔和指導教授安东尼·休伊什發現。脈衝星旋轉時會發射電磁波束，類似燈塔的光束，這些信號能被射電望遠鏡捕捉。圖像上的每條線代表一次脈衝，但由於信號穿越遙遠宇宙空間時會受到干擾，因此每次的波形並不完全相同。
這張圖像最早是由射电天文学家哈羅德·克拉夫特在1970年於阿雷西博天文台進行博士論文研究時繪製的，他希望藉此視覺化較小的脈衝變化，以便理解它們的成因。他多年後才得知自己的圖像與這張專輯有關，當朋友告知此事後，他特意買了一張唱片，因為他認為自己作為圖像的原創者應該擁有一張。
BBC在線的蘇茜·戈爾德林在評論這張專輯時提到：「這張歡樂分隊首張專輯的雙色彼得·薩維爾設計封面意義深遠。它的白色線條象徵著力量的脈動、低音的震盪，以及原始的焦慮。如果封面無法吸引你，那音樂一定會。」

### 標誌地位
1980年代後期，歡樂分隊的其餘成員已組成新秩序樂團，而這張封面圖像逐漸成為哥德族聚會中的標誌性圖案。進入21世紀後，這幅圖像不僅限於歡樂分隊的粉絲群體，而是成為更廣泛的文化符號。2003 年，時尚設計師拉夫·西蒙與薩維爾合作，推出印有該圖像的服裝系列；三年後，潮流品牌Supreme也跟進。2015年，文斯·史泰普斯的專輯《Summertime '06》的封面便以《Unknown Pleasures》為靈感進行設計。
2012年，迪士尼公司推出一款印有這張封面圖案與米奇老鼠結合的T恤，許多人將其視為一種玩笑，儘管迪士尼並非有意如此。薩維爾曾解釋這張圖像之所以能夠廣泛應用，是因為它兼具「酷」與「冷漠」的特質，這種雙重意涵使其適用於不同文化背景。

### 內頁設計
專輯內頁則印有一張黑白照片，呈現一扇門與一隻接近門把的手。多年後，薩維爾才發現這張照片其實是攝影師拉夫·吉布森拍攝的知名作品《Hand Through a Doorway》。

## 發行
《Unknown Pleasures》最初發行時僅印製了10,000張其中5,000張在發售後的兩週內售出，接下來的六個月內又售出了10,000張。然而，專輯在發行初期銷量緩慢，直到非專輯單曲〈Transmission〉發行，未售出的唱片甚至一度堆滿工廠唱片聯合創辦人艾倫·埃拉斯穆斯的公寓。
隨著〈Transmission〉的問世，《Unknown Pleasures》的首批唱片售罄，促使唱片公司進行追加壓製。專輯最終獲得約50,000英鎊的收益，由工廠唱片與樂隊成員共享；然而，東尼·威爾遜將大部分收入投入工廠唱片旗下的其他計畫。
在1979年11月與吵鬧公雞樂團共同巡演並獲得廣泛好評後，《Unknown Pleasures》的銷量已接近15,000張。儘管如此，《Unknown Pleasures》並未登上英國專輯排行榜。不過，在 1980年5月伊恩·柯蒂斯自殺身亡，以及第二張專輯《Closer》於7月發行後，專輯得以重新發行，並在8月底登上英國專輯排行榜第71名。它在1980年1月首度發表的英國獨立音樂榜（UK Indie Chart）中排名第2，後來因重發版的影響升至榜首，並在該榜單上停留了136週之久。2019年，專輯發行40週年時的重新發行版本登上英國專輯排行榜第5名，使其成為歡樂分隊排名最高的專輯。
2007年，《Unknown Pleasures》與死後發行的《Closer》以及 1981 年的合輯《Still》皆推出數位重製版，其中《Unknown Pleasures》包含一張加收1979年7月13日樂隊於曼徹斯特The Factory演出的現場錄音。2007年，專輯也以180克黑膠唱片的形式重新發行，並推出與《Closer》和《Still》搭配的限量版套裝。2019年5月7日，專輯迎來40週年，再次發行限量180克紅寶石色黑膠，並換上白色封面。

## 評價

### 初期
| 評論得分      | 評論得分 |
| 來源          | 評分     |
| ------------- | -------- |
| Record Mirror | [ 36 ]   |
| Smash Hits    | 8/10     |
| 聲響          | [ 38 ]   |

《Melody Maker》形容《Unknown Pleasures》為「一份晦澀的宣言」，音樂風格則是「加里·格利特遇上地下丝绒」。評論人喬恩·薩維奇寫道：「離開二十世紀並不容易，多數人寧願回頭緬懷過去。然而，歡樂分隊 至少為當代指引了一條航道，並為未來留下了軌跡——或許這已經是我們所能要求的極限。事實上，《Unknown Pleasures》或許是今年最佳的英國白人樂隊首張專輯之一。」
NME的馬克斯·貝爾（Max Bell）讚譽專輯「非凡」，認為樂隊「不試圖故弄玄虛，也不過度誇大，卻踏入一條極少有人真正深入探索的迷宮。」 他將其與《Strange Days》時期的門戶合唱團以及德國實驗音樂人如罐头乐队和Neu!相提並論。
《滾石》的音樂記者邁克爾·吉爾摩描述這張專輯的音樂風格為「憂鬱而低沉的音響，常讓人聯想到更具層次的 地下絲絨，或是更井然有序的公共形象樂團。」 到1979年8月，專輯已被多位評論人選為年度最受好評的專輯之一。《紐約時報》的羅伯特·帕爾默更將其列為 1980 年度最佳專輯第四名，稱其為「非凡的首張專輯」，並認為這是樂隊的「巔峰之作」，是「搖滾樂史上最強烈、最絕望的錄音之一。」
然而，部分評論對此持保留態度。《Smash Hits》的雷德·斯塔爾對專輯給予大致正面的評價，形容它是「一張陰暗的夢魘配樂」，並稱歌詞「神秘而充滿厄運感」，與「緊湊的吉他、詭異的音效和強勁的節奏」交織在一起。不過，他也提醒聽眾「不要抱太高的期望」，認為專輯「仍然相當原始。」
1979年9月，《Melody Maker》的玛丽·哈伦在評論工廠唱片時，對該專輯表達較為負面的看法：「我覺得至少有一半的歌曲乏味單調，主唱的嗓音過於沉重戲劇化——就像沒有才華的吉姆·莫里森。」她進一步指出，專輯的氛圍和歌詞似乎「回到了1960年代末」，歌曲則「像是一系列毫無關聯的意象。」

### 影響
| 評論得分                 | 評論得分 |
| 來源                     | 評分     |
| ------------------------ | -------- |
| AllMusic                 | [ 19 ]   |
| 《克里斯特高的唱片指南》 | A−       |
| 流行音樂百科             | [ 46 ]   |
| NME                      | 10/10    |
| Pitchfork                | 10/10    |
| Q                        | [ 49 ]   |
| 《滾石專輯指南》         | [ 50 ]   |
| Select                   | [ 51 ]   |
| 《Spin另類唱片指南》     | 9/10     |
| Uncut                    | [ 53 ]   |

隨著時間推移，《Unknown Pleasures》幾乎獲得了一致的讚譽。1994年，喬恩·薩維奇形容這張專輯是「一部標誌性的北方哥德式宣言：充滿罪惡感、浪漫、幽閉恐懼感。」 1983年，音樂記者理查德·庫克在分析柯蒂斯的作品時寫道：「性已從這些未知的快樂中消失，這是一場激情過後的餘波，一切（或許）都已失去。」 Select的斯圖爾特·馬科尼稱《Unknown Pleasures》是「沒有過去也沒有未來的音樂，但具備所有偉大搖滾樂該有的力度」，並讚譽其為「史上最出色的首張專輯之一。」
奈德·拉吉特在AllMusic的評論中，形容《Unknown Pleasures》是「完全感性、完全情緒化、完全戲劇化、完全完美——史上最出色的專輯之一。」羅伯特·克里斯特高則認為專輯成功之處在於 柯蒂斯 那「充滿激情的沉重感，使這種笨拙且令人不安的音樂變得無比真實。」
科林·拉金在其《流行音樂百科》中稱專輯的音樂「獨特而令人不安」，特別點名〈She's Lost Control〉，認為柯蒂斯在這首歌中的表現「達到了最為癲狂的震撼力。」2007年專輯重製版發行時，NME評論：「這張專輯簡直是有史以來最偉大的唱片之一，即使過去 28 年仍能讓你為之震撼。」在2000年，該專輯在科林·拉金的《史上最偉大的1000張專輯》評選中排名第249位。它也被收錄於《死前必聽的1001張專輯》。
此外，彼得·胡克 與他的樂團The Light多次在巡演中完整演奏《Unknown Pleasures》專輯，並錄製、發行了多場現場專輯。胡克甚至在 2012 年出版了一本回憶錄，書名即為《Unknown Pleasures: Inside 歡樂分隊》。

### 榮譽
| 雜誌      | 國家 | 榮譽                      | 年份   | 排名 |
| --------- | ---- | ------------------------- | ------ | ---- |
| NME       | 英國 | 歷代最佳100張專輯         | 1985年 | 10   |
| NME       | 英國 | 歷代百佳專輯              | 1993年 | 43   |
| NME       | 英國 | 1970年代最偉大的專輯      | 1993年 | 4    |
| NME       | 英國 | 史上最熱門100張專輯       | 2003年 | 41   |
| NME       | 英國 | 史上最偉大的100張英國專輯 | 2006年 | 44   |
| NME       | 英國 | 史上最偉大的500張專輯     | 2013   | 40   |
| Mojo雜誌  | 英國 | 50大龐克專輯              | 2003年 | 26   |
| Pitchfork | 美國 | 1970年代百大專輯          | 2004年 | 9    |
| Q         | 英國 | 1970年代最佳50張專輯 s    | 1998年 | 4    |
| Q         | 英國 | 100張最偉大的英國專輯     | 2000年 | 19   |
| 滾石      | 美國 | 50張最酷的唱片            | 2002年 | 24   |
| 滾石      | 美國 | 史上最佳100張首張專輯     | 2013年 | 20   |
| 滾石      | 美國 | 史上最偉大的500張專輯     | 2020年 | 211  |
| Spin      | 美國 | 50張最值得一聽的龐克唱片  | 2001   | 11   |
| Spin      | 美國 | 最具影響力的十五張專輯    | 2003   | 8    |

（*）表示無序列表

## 曲目
| 第一面（外側） | 第一面（外側）   | 第一面（外側） |
| 曲序           | 曲目             | 时长           |
| -------------- | ---------------- | -------------- |
| 1.             | Disorder         | 3:36           |
| 2.             | Day of the Lords | 4:48           |
| 3.             | Candidate        | 3:05           |
| 4.             | Insight          | 4:30           |
| 5.             | New Dawn Fades   | 4:48           |

| 第二面（內側） | 第二面（內側）     | 第二面（內側） |
| 曲序           | 曲目               | 时长           |
| -------------- | ------------------ | -------------- |
| 6.             | She's Lost Control | 3:56           |
| 7.             | Shadowplay         | 3:54           |
| 8.             | Wilderness         | 2:38           |
| 9.             | Interzone          | 2:16           |
| 10.            | I Remember Nothing | 5:53           |
| 总时长：       | 总时长：           | 39:28          |

| 2007年CD重製版附贈光碟（1979年7月13日，曼徹斯特 Factory 現場演唱） | 2007年CD重製版附贈光碟（1979年7月13日，曼徹斯特 Factory 現場演唱） | 2007年CD重製版附贈光碟（1979年7月13日，曼徹斯特 Factory 現場演唱） |
| 曲序                                                               | 曲目                                                               | 时长                                                               |
| ------------------------------------------------------------------ | ------------------------------------------------------------------ | ------------------------------------------------------------------ |
| 1.                                                                 | Dead Souls                                                         | 4:25                                                               |
| 2.                                                                 | The Only Mistake                                                   | 4:12                                                               |
| 3.                                                                 | Insight                                                            | 3:52                                                               |
| 4.                                                                 | Candidate                                                          | 2:08                                                               |
| 5.                                                                 | Wilderness                                                         | 2:32                                                               |
| 6.                                                                 | She's Lost Control                                                 | 3:47                                                               |
| 7.                                                                 | Shadowplay                                                         | 3:35                                                               |
| 8.                                                                 | Disorder                                                           | 3:29                                                               |
| 9.                                                                 | Interzone                                                          | 2:05                                                               |
| 10.                                                                | Atrocity Exhibition                                                | 6:14                                                               |
| 11.                                                                | Novelty                                                            | 4:28                                                               |
| 12.                                                                | Transmission                                                       | 3:50                                                               |
| 总时长：                                                           | 总时长：                                                           | 44:37                                                              |

## 排行榜
| 排行榜 (1980-1981年) | 排名 |
| -------------------- | ---- |
| 紐西蘭（RMNZ專輯榜） | 1    |
| 英國（OCC專輯榜）    | 71   |

| 排行榜 (2019年)                   | 排名 |
| --------------------------------- | ---- |
| 奧地利（奧地利Ö3專輯榜）          | 23   |
| 比利時法蘭德斯（Ultratop專輯榜）  | 65   |
| 比利時瓦隆（Ultratop專輯榜）      | 194  |
| 德國（Offizielle Top 100專輯榜）  | 20   |
| 匈牙利（MAHASZ專輯榜）            | 26   |
| Italian Albums (FIMI)             | 34   |
| 葡萄牙（AFP專輯榜）               | 11   |
| Spanish Albums (PROMUSICAE)       | 18   |
| 瑞士（Schweizer Hitparade專輯榜） | 98   |
| 英國（OCC專輯榜）                 | 5    |

| 排行榜 (1981年)           | 排名 |
| ------------------------- | ---- |
| New Zealand Albums (RMNZ) | 35   |

## 認證
| 地區                                   | 认证 | 认证单位/销量 |
| -------------------------------------- | ---- | ------------- |
| 意大利（意大利音乐产业联盟）           | 金   | 25,000‡       |
| 新西兰（新西兰唱片音乐协会）           | 金   | 7,500^        |
| 英国（英国唱片业协会）                 | 白金 | 300,000‡      |
| ^僅含認證的出貨量 ‡僅含認證的+實際銷量 |      |               |

### 來源
1. ↑  Alan York. . This is Dig. 2022-06-15  [2025-04-02]. （原始内容存档于2025-01-22）. "Now widely hailed as one of post-punk's most important touchstones, it's one of a few truly singular rock albums deserving of the over-used epithet 'seminal', yet its influence on successive generations amazes no one more than Joy Division's remaining members."
2. ↑  Ginger Co. . Ginger Connect. 芝加哥. 2021-11-11. "Unknown Pleasures introduced the world to a new version of punk that would take storm as the New Wave genre."
3. ↑  
. Sputnikmusic（英语：Sputnikmusic）. 2007-07-25. "And most people hated life. While most punk bands made aggressive music to put their anger into, Joy Division made a slower, more emotional variety on punk rock."
4. ↑  Various. . Rolling Stone. 2016-04-06  [2025-04-02]. （原始内容存档于2024-12-20）.
5. 1 2 3 4  . JoyDivisionOfficial.com.   [2018-02-13]. （原始内容存档于2019-02-28）.
6. ↑  Weltevrede, Patrick. . The Conversation. 2019-07-11  [2019-10-10]. （原始内容存档于2019-10-18） （英语）.
7. ↑  Ott 2004，第6頁.
8. 1 2 3 4  喬恩·薩維奇（英语：Jon Savage）. "Joy Division: Someone Take These Dreams Away". Mojo雜誌（英语：Mojo (magazine)）. July 1994.
9. ↑  Reynolds 2009，第111頁.
10. ↑  Ott 2004，第42頁.
11. ↑  Gimarc 2005，第135頁.
12. ↑  Curtis 1995，第202頁.
13. ↑  "30 Years of Joy 1979–2009". NME. London: IPC, 20 June 2009. 24–27
14. 1 2 3 4  Wilkinson, Roy. "Ode to Joy". Mojo Classic: Morrissey and the Story of Manchester. 2006.
15. ↑  Reynolds 2009，第112頁.
16. ↑  Ott 2004，第63頁.
17. 1 2 3 4 5 6  Savage, Jon (2007). In Unknown Pleasures [CD booklet]. London Records（英语：London Records） 90 (2564 69778 9).
18. ↑  Ott 2004，第62頁.
19. 1 2 3  Raggett, Ned. . AllMusic.   [2012-10-12]. （原始内容存档于2012-09-28）.
20. 1 2  "In a lonely place 的存檔，存档日期2020-01-15.". BBC Manchester, 13 April 2006. Retrieved on 3 July 2008.
21. 1 2  Curtis (2007), 77
22. 1 2  喬恩·沃岑克羅夫特（英语：Jon Wozencroft）. . Tate Etc.（英语：Tate Etc.）. 2007-05-01  [2013-04-17]. （原始内容存档于2013-04-05）.
23. 1 2 3 4  Lipez, Zachary. . The Washington Post. 2019-06-15  [2019-06-16]. （原始内容存档于2019-06-17）.
24. ↑  Hook, Peter. . Simon and Schuster. 2013. ISBN 9781471129803.
25. ↑  Christiansen, Jen. . Scientific American. 2015-02-18  [2015-02-18]. （原始内容存档于2015-04-25）.
26. ↑  Goldring, Susie. . BBC. 2007-09-10  [2008-11-05]. （原始内容存档于2009-01-22） （英国英语）.
27. ↑  Manning, Emily. . i-D（英语：i-D）. 2016-10-13  [2019-09-01]. （原始内容存档于2019-09-01）.
28. ↑  Joy Division's Unknown Pleasures ISBN 978-0-82641-549-3 p. 87
29. ↑  Ott 2004，第99–100頁.
30. ↑  . Official Charts Company.   [2018-04-12]. （原始内容存档于2018-04-12）.
31. ↑  Roberts, David (ed.) (2006). Guinness Book of British Hit Singles & Albums（英语：Guinness Book of British Hit Singles & Albums）. 19th edition. London: HiT Entertainment. 291. ISBN 1-904994-10-5.
32. ↑  Lazell, Barry (compiled by) (1997). Indie Hits 1980–1989. London: Cherry Red Records（英语：Cherry Red Records）. 124. ISBN 0-9517206-9-4.
33. ↑  . officialcharts.com.   [2021-09-21]. （原始内容存档于2021-09-21） （英语）.
34. ↑  "Unknown Pleasures (Collector's Edition) 的存檔，存档日期2008-12-22.". Rhino Entertainment（英语：Rhino Entertainment）. Retrieved on 3 November 2008.
35. ↑  . I Like Your Old Stuff. 2019-05-08  [2021-09-21]. （原始内容存档于2021-09-21） （英语）.
36. ↑  Nicholls, Mike. . Record Mirror（英语：Record Mirror）. 1979-07-21: 14.
37. 1 2 3  Starr, Red. . Smash Hits（英语：Smash Hits）. Vol. 1 no. 20. 6–19 September 1979: 25.
38. ↑  McCullough, Dave. . 聲響（英语：Sounds (magazine)）. 1979-07-14: 36.
39. ↑  Savage, Jon. . Melody Maker（英语：Melody Maker）. 1979-07-21  [2022-06-13] –Rock's Backpages .
40. 1 2  Bell, Max. . NME. 1979-07-14  [2013-12-04]. （原始内容存档于2013-05-11） –Rock's Backpages（英语：Rock's Backpages）.
41. ↑  邁克爾·吉爾摩（英语：Mikal_Gilmore）. . 滾石. 1981-05-28  [2013-02-12]. （原始内容存档于2012-07-09）.
42. ↑  Ott 2004，第97頁.
43. ↑  Palmer 1980.
44. 1 2  玛丽·哈伦. . Melody Maker. 1979-09-29.
45. 1 2  羅伯特·克里斯特高. . . Pantheon Books（英语：Pantheon Books）. 1990: 222  [2012-10-12]. ISBN 0-679-73015-X. （原始内容存档于2017-03-20）.
46. 1 2  科林·拉金（英语：Colin_Larkin）. .  5th concise. Omnibus Press（英语：Omnibus Press）. 2011: 509–11. ISBN 978-0-857-12595-8.
47. 1 2  . NME. 2007-09-17  [2012-10-12]. （原始内容存档于2007-12-23）.
48. ↑  Klein, Joshua. . Pitchfork. 2007-10-29  [2012-10-12]. （原始内容存档于2013-10-04）.
49. ↑  Lynskey, Dorian. . Q. No. 255. October 2007.
50. ↑  Gross, Joe. . 內森·布拉克特（英语：Nathan Brackett）; 克里斯蒂安·霍德（英语：Christian Hoard）  (编).  4th. Simon & Schuster. 2004: 442–43. ISBN 0-743-20169-8.
51. 1 2  斯圖爾特·馬科尼（英语：Stuart_Maconie）. . Select（英语：Select_(magazine)）. No. 39. September 1993: 95.
52. ↑  伊芙琳·麥克唐納. . 艾瑞克·威斯巴德; Marks, Craig  (编). . Vintage Books. 1995: 203–04. ISBN 0-679-75574-8.
53. ↑  安德魯·穆勒. . Uncut. 2007-10-09  [2012-10-12]. （原始内容存档于2008-07-19）.
54. ↑  Cook, Richard. "Cries & Whispers (A retrospective on the vinyl pain and pleasure of Joy Division and New Order)". NME. 24 December 1983.
55. ↑  Larkin, Colin.  3rd. Virgin Books（英语：Virgin Books）. 2000: 113. ISBN 0-7535-0493-6.
56. ↑  Shade, Chris. . Dimery, Robert  (编). . Universe Publishing（英语：Universe Publishing）. 2006: 432. ISBN 978-0-7893-1371-3.
57. ↑  . vanyaland.com. 2017-03-29  [2017-05-17]. （原始内容存档于2017-05-06）.
58. ↑  . thequietus.com. 2012-10-19  [2017-05-17]. （原始内容存档于2022-06-13）.
59. ↑  . muzieklijstjes.nl.   [2025-04-02].
60. ↑  NME staff. . NME. 1993-10-02  [2018-09-09]. （原始内容存档于2012-09-08） –rocklistmusic.co.uk.
61. ↑  . Rate Your Music.   [2025-04-02] （英语）.
62. ↑  . BestEverAlbums.com.   [2025-04-02] （英语）.
63. ↑  Woodhouse, Alan. . NME. 2006-01-28: 24.
64. ↑  NME staff. . NME. 2013-10-25  [2016-08-02]. （原始内容存档于2023-03-17）.
65. ↑  Mojo staff. . Mojo. March 2003: 76.
66. ↑  Pitchfork staff. . Pitchfork. 2004-06-23  [2016-08-02]. （原始内容存档于2016-09-16）.
67. ↑  . BestEverAlbums.com.   [2025-04-02] （英语）.
68. ↑  . muzieklijstjes.nl.   [2025-04-02]. （原始内容存档于2024-02-24）.
69. ↑  . Rolling Stone. 2002-04-11: 105–108.
70. ↑  Rolling Stone staff. . Rolling Stone. 2013-03-22  [2017-03-03]. （原始内容存档于2017-04-05）.
71. ↑  . Rolling Stone. 2020-09-22  [2021-01-07]. （原始内容存档于2020-10-01） （美国英语）.
72. ↑  Spin staff. . Spin. May 2001: 109.
73. ↑  Klosterman, Chuck; Milner, Greg; Pappademas, Alex. 9 July 2003. "Fifteen Most Influential Albums 的存檔，存档日期2015-08-16.". Spin. Retrieved 12 February 2009.
74. ↑  "Charts.nz – Joy Division – Unknown Pleasures". Hung Medien.  Retrieved 2019-06-22.
75. ↑  "Official Albums Chart Top 100". Official Charts Company.  Retrieved 2019-06-22.
76. ↑  . Ö3 Austria Top 40.
77. ↑  "Joy Division – Unknown Pleasures" (in Dutch). Ultratop.be. Hung Medien.
78. ↑  "Joy Division – Unknown Pleasures" (in French). Ultratop.be. Hung Medien.
79. ↑  "Offiziellecharts.de – Joy Division – Unknown Pleasures" (in German). GfK Entertainment Charts.
80. ↑  "Archívum – Slágerlisták – MAHASZ – Magyar Hangfelvétel-kiadók Szövetsége". Mahasz.hu. LightMedia.
81. ↑  . Federazione Industria Musicale Italiana.   [2019-06-22]. （原始内容存档于2020-03-18） （意大利语）.
82. ↑  "Joy Division – Unknown Pleasures". Portuguesecharts.com. Hung Medien.
83. ↑  . Productores de Música de España.   [2019-06-26]. （原始内容存档于2019-06-26） （西班牙语）.
84. ↑  "Joy Division – Unknown Pleasures". Swisscharts.com. Hung Medien.
85. ↑  "Official Albums Chart Top 100". Official Charts Company.  Retrieved 2019-06-22.
86. ↑  . Recorded Music New Zealand（英语：Recorded Music New Zealand）.   [2022-02-01]. （原始内容存档于2021-12-24）.
87. ↑  . Federazione Industria Musicale Italiana.   [2019-01-02] （意大利语）.
88. ↑  . Recorded Music NZ.   [2024-11-20] （英语）.
89. ↑  . British Phonographic Industry.   [2022-12-25] （英语）.

### 書目
- Draper, Jason. . London: Flame Tree Publishing. 2008: 196–197. ISBN 9781847862112. OCLC 227198538.
- Kennedy, Jake. . London: Unanimous. 2006. ISBN 978-1-903318-80-5. OCLC 71165309.

## 外部連結
- Complete lyrics for Unknown Pleasures
- 在Discogs上的《Unknown Pleasures》（发行列表）
- Various Mojo Magazine. . Irvin, 吉姆·歐文（英语：Jim Irvin）; McLear, Colin  (编). . Edinburgh Scotland: Canongate Books（英语：Canongate Books）. 2007. ISBN 978-1-847-67643-6.